# Eloeophila persalsa
Eloeophila persalsa is een tweevleugelige uit de familie steltmuggen (Limoniidae). De soort komt voor in het Palearctisch gebied.